# Mads Timm
Mads Timm, danski nogometaš, * 31. oktober 1984, Odense, Danska.

## Klubska kariera
Madsov prvi mladinski klub je bil klub OB iz Odensa. Leta 2000 je kot mladinec podpisal pogodbo z angleškim klubom Manchester Unitedom. Za prvo postavo je prvič nastopil oktobra 2002 na tekmi Lige prvakov proti klubu Maccabi Haifa. Že leta 2004 je bil posojen norveškemu klubu Viking FK, kjer je dosegel tudi prvi zadetek na novem stadionu tega kluba, Viking Stadionu. Sezono 2005 je odigral kot posojen igralec v klubu Lyn iz Osla, v sezoni 2006 pa je igral kot posojen igralec pri angleškemu klubu Walsall.
Marca 2005 je bil Timm zaradi nevarne vožnje obsojen na 12-mesečno kazen v vzgojnem institutu za mlade prekrškarje. S klubskim kolegom Callumom Flanaganom sta namreč dirkala z avtomobili, pri čemer je Flanagan povzročil nesrečo. Po incidentu je Manchester United prekinil pogodbo s Flanaganom, Timm pa je ostal v klubu
24. maja 2006 je Manchester United objavil novico, da je prekinil sodelovanje s Timmom in še šestimi drugimi igralci. Že 1. junija 2006 se je Mads vrnil v svoj mladinski klub OB, s katerim je podpisal triletno pogodbo. 
Mads Timm je v naslednjih dveh sezonah redno igral za klub, vpoklican pa je bil tudi v dansko nogometno reprezentanco. Kljub solidnim predstavam pa ni uspel zadržati stalnega mesta v prvi ekipi kluba, zaradi česar se je z vodstvom dogovoril za sporazumno prekinitev pogodbe. Pogodbo so prekinili 15. avgusta 2008. 25. avgusta 2008 je Mads podpisal enoletno pogodbo z danskim klubom Lyngby Boldklub.